# Grote Prijs van Minsk
De Grote Prijs van Minsk (officieel Grand Prix Minsk) is een voormalige eendagswielerwedstrijd die vanaf 2015 jaarlijks werd verreden in de omgeving van het Wit-Russische Minsk. De koers maakte onderdeel uit van de UCI Europe Tour, met een classificatie van 1.2. 
Siarhei Papok won de eerste twee edities.

## Lijst van winnaars

### Meervoudige winnaars
| Zeges | Renner        | Land        | Jaren      |
| ----- | ------------- | ----------- | ---------- |
| 2     | Siarhei Papok | Wit-Rusland | 2015, 2016 |

### Overwinningen per land
| Zeges | Land        |
| ----- | ----------- |
| 4     | Wit-Rusland |
| 1     | Estland     |